# Антигона

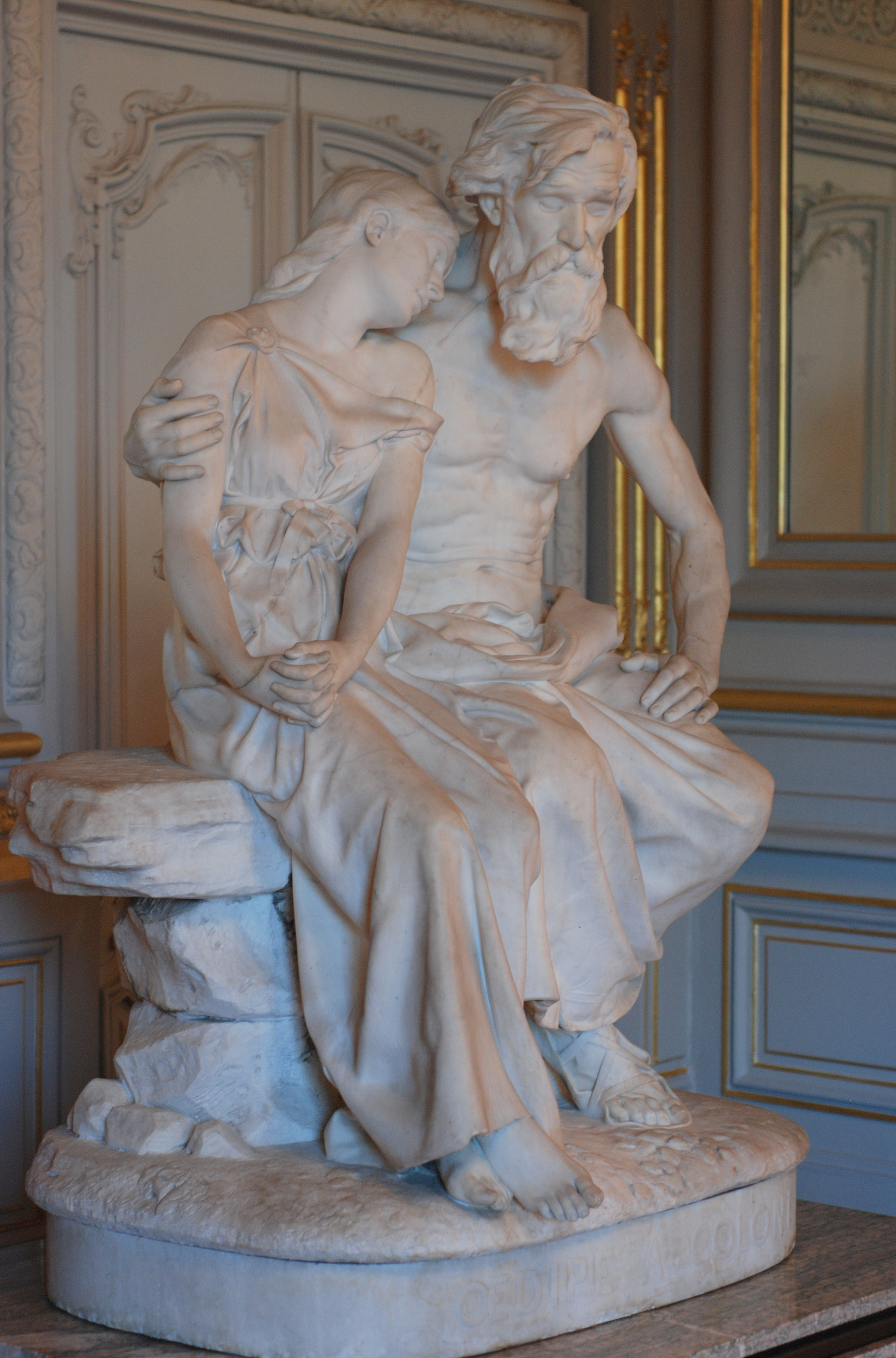
Эдип и Антигона
(Жан-Батист Юг, 1885)

Антиго́на (др.-греч. Ἀντιγόνη) — персонаж древнегреческой мифологии: старшая дочь фиванского царя Эдипа и Иокасты, оказавшейся его же матерью, сестра Исмены и братьев Этеокла и Полиника (по альтернативной версии — дочь Евриганеи). Племянница царя Креонта. Значимое внимание в фиванской саге она и её сестра получили лишь после появления трагедий Софокла «Эдип в Колоне» и «Антигона». Предположительно вымышлена Софоклом (единственное более раннее упоминание, в трагедии Эсхила «Семеро против Фив», считается позднейшей вставкой). Образ её олицетворял верность родственному долгу.

## Сюжет мифа
Антигона по своей воле последовала за ослепившим себя своим старым отцом в его добровольном изгнании, закончившимся с его смертью в Колоне, разделяя с ним в скитаниях тяжкую нужду, затем вернулась в Фивы.
Её братья Этеокл и Полиник соперничали между собой за власть в Фивах. Полиник выступил с Адрастом в походе Семи против Фив против брата, оба они погибли в сражении. Этеокл, как защитник Фив, удостоился подобающих похорон. Тело Полиника, как изменника родины, осталось непогребённым по запрету нового властителя Фив царя Креонта. Антигона тайно предала земле его тело, присыпав ею его; либо бросила его в тот же костёр, где сжигали тело Этеокла; и совершила возлияния (обряд). По одному рассказу, Антигона действовала не в одиночку, а вместе с Аргией, вдовой Полиника. Место, где она тащила тело Полиника к костру Этеокла, называлось Волок Антигоны.
За нарушение его запрета Креонт осудил Антигону на погребение заживо, она повесилась; вариант — была замурована в каменную пещеру (подземную гробницу), где покончила с собой. Приговор этот привёл в отчаяние жениха её, Гемона, сына Креонта, и он умертвил себя; вариант — покончил с собой, опоздавший спасти её; заколовшись над её трупом.

## Интерпретации
Как указывает В. Н. Ярхо, у Софокла схваченная Антигона отстаивает перед Креонтом свою правоту: приказ смертного (каким является Креонт) не может отменить «неписаных, но прочных божественных законов», повелевающих ей исполнить священный родственный долг и предать погребению родного по крови человека. Отстаивая старые родовые обычаи, она вместе с тем в своеобразной форме утверждает приоритет общечеловеческих ценностей.
Антигона представляет собой идеал любви к родителям и благородного самоотвержения, которое и привело её к трагической смерти. Такой она и является в двух трагедиях Софокла: «Эдип в Колоне» и «Антигона», которые обессмертили её имя и неоднократно переводились на множество языков. В немецкоязычных странах увлечение образом Антигоны началось с переводов Гёльдерлина (1804).

## Произведения об Антигоне
- «Антигона» и «Эдип в Колоне» Софокла
- трагедии Еврипида «Финикиянки» и «Антигона», Астидаманта Младшего и Акция «Антигона», Сенеки «Финикиянки».
- 1580: «Антигона, или Сострадание», драма Робера Гарнье
- 1638: «Антигона», трагедия Жана Ротру
- 1664 или 1663: «Фиваида, или Братья-враги», трагедия Расина
- 1756: опера Глюка по либретто Метастазио
- 1772: опера Томмазо Траэтты
- 1774: опера Йозефа Мысливечека Антигона и Эдип покидают Фивы (Шарль Жалабер, 1842)
- 1783: трагедия Альфьери

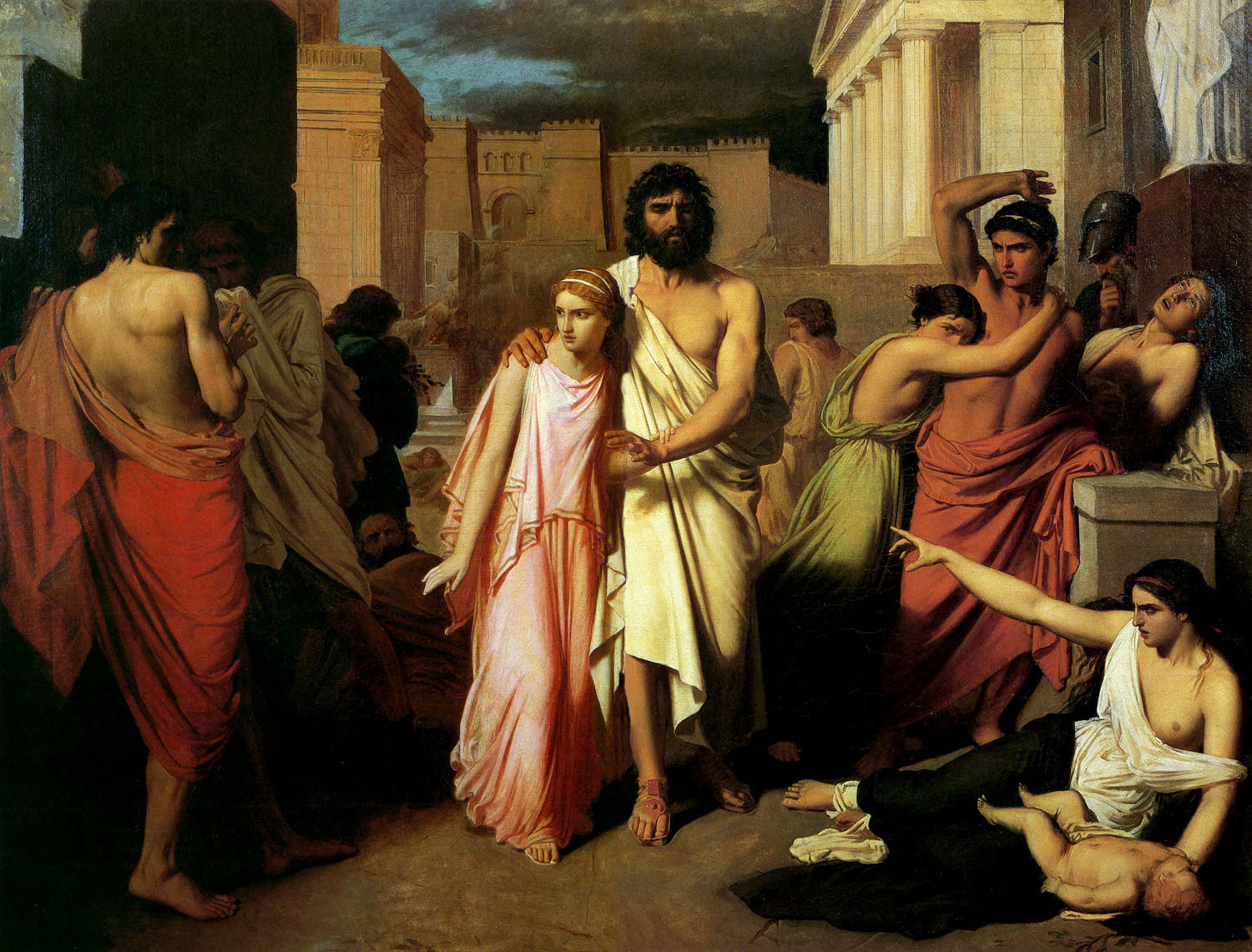
Антигона и Эдип покидают Фивы (Шарль Жалабер, 1842)

- 1804: «Эдип в Афинах», трагедия Владислава Озерова
- 1810—1815: «Антигона» В. В. Капниста
- 1813: «Антигона» Балланша
- 1917: «Антигона» Газенклевера
- 1922: драма Кокто
- 1927: опера Онеггера по драме Кокто
- 1940: рассказ Бунина на современную тему
- 1944: драма Жана Ануя
- 1948: опера Карла Орфа (по Софоклу в переводе Гёльдерлина)
- 1948: «Антигона-модель», пьеса Брехта
- 1950: «Антигона Велес», драма Леопольдо Маречаля (опера на её основе — 1991)
- 1960—1961: драма словенского писателя Доминика Смоле[англ.]
- 1968: «Страсти по Антигоне Перес», драма пуэрто-риканского писателя Л. Р. Санчеса
- 1969: фильм «Каннибалы» Лилианы Кавани
- 1973: «Остров», драма Атола Фугарда (ЮАР)
- 1991: Фиванский цикл Нины Искренко
- 1992: «Антигона в Нью-Йорке», пьеса Януша Гловацкого
- 1995—96: опера Микиса Теодоракиса
- 1997: роман Анри Бошо (параллельно ему написан автобиографический «Дневник Антигоны», 1999)
- 2004: «Похороны в Фивах», драма Шеймаса Хини
- 2008: опера Доминика Лежандра по либретто Хини и Дерека Уолкотта
- 2008: ораториальная опера Сергея Слонимского
- 2015: на мифе об Антигоне частично основаны сюжет и персонажи 2-го сезона сериала «Настоящий детектив»
- 2019: «Антигона[англ.]», фильм квебекского режиссёра Софи Дерасп
- 2020—2025: опера для драматического театра композитора Ольги Шайдуллиной[16], Пермский Театр-театр
- 2024 год Иркутский музыкальный театр им. Загурского, рок-опера Антигона
- 25.02.2025: Антифашистская, антитоталитарная и акробатическая «Антигона» драматурга из ФРГ Мари Зенф (Marie Senf). Дортмундский Драматический Театр — Schauspiel Dortmund.

## Эпонимы
В честь Антигоны был назван крупный астероид (129) Антигона из группы главного пояса, открытый в 1873 году.